# Сьюзен Шілдс
Сьюзен Шілдс (англ. Susan Shields, 3 лютого 1952) — американська плавчиня.
Призерка Олімпійських Ігор 1968 року.